# Sant Andreu (metrostation)
Sant Andreu is een metrostation in de Spaanse stad Barcelona. Het station wordt aangedaan door L1 (rode lijn). De naam komt van de buurt Sant Andreu de Palomar in het district Sant Andreu, het station is gebouwd in 1968 samen met de stations Fabra i Puig en Torras i Bages.

## Lijn
- Metro van Barcelona L1

Hospital de Bellvitge · Bellvitge · Av. Carrilet · Rambla Just Oliveras · Can Serra · Florida · Torrassa · Santa Eulàlia · Mercat Nou · Plaça de Sants · Hostafrancs · Espanya · Rocafort · Urgell · Universitat · Catalunya · Urquinaona · Arc de Triomf · Marina · Glòries · Clot · Navas · La Sagrera · Fabra i Puig · Sant Andreu · Torras i Bages · Trinitat Vella · Baró de Viver · Santa Coloma · Fondo